# 安達太良山

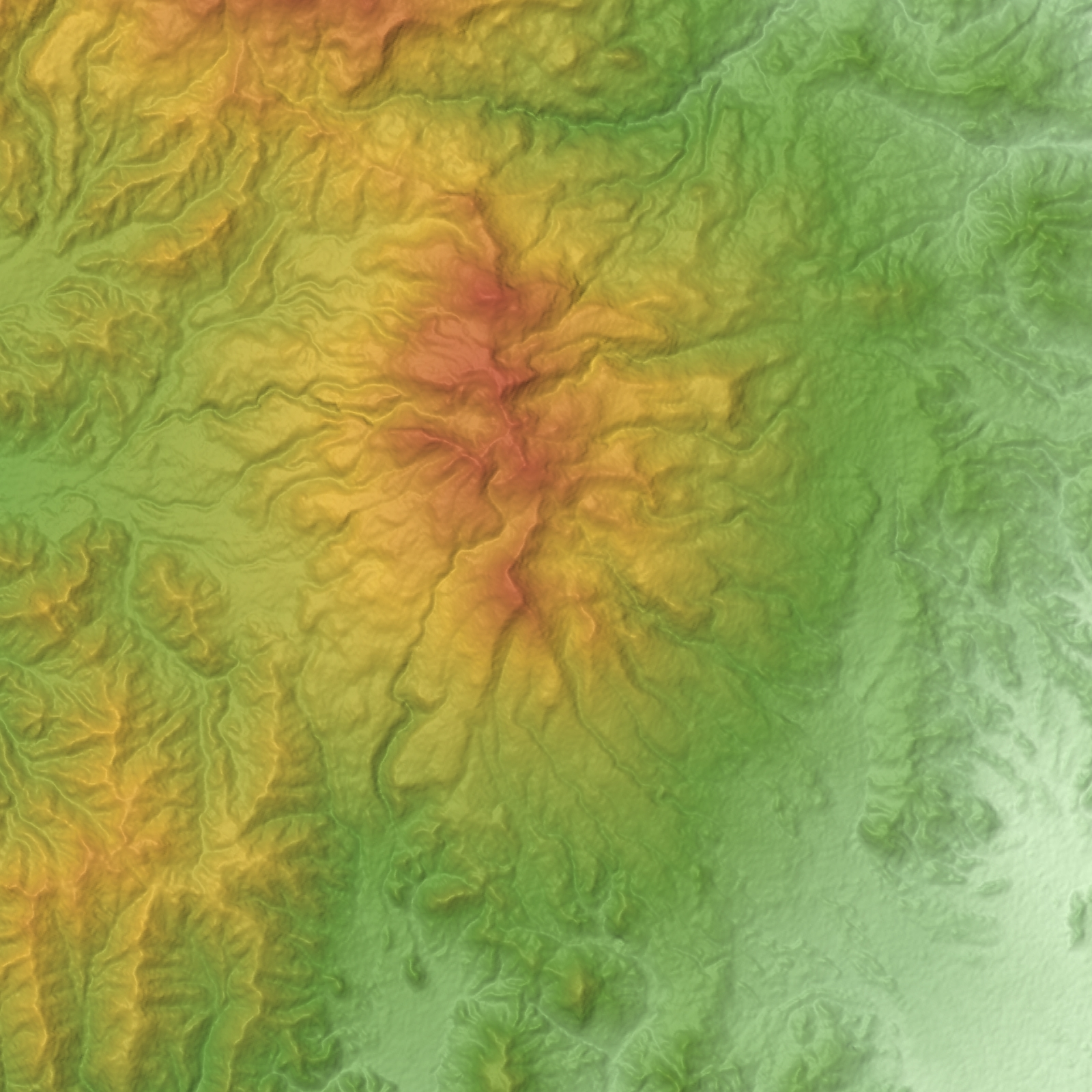
安達太良火山の火山体地形図

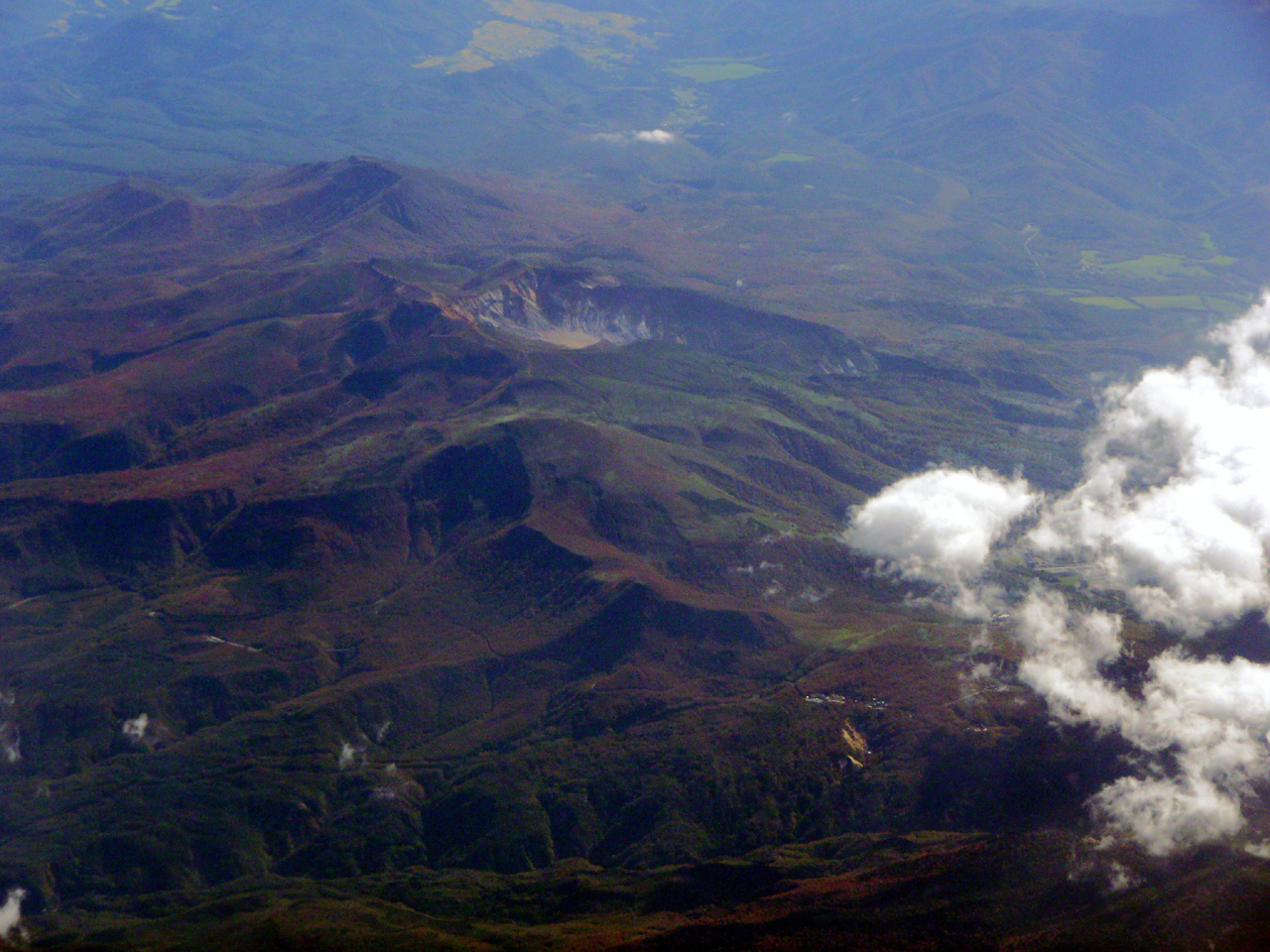
北方上空より >解説画像

南南東からの安達太良山（郡山ビッグアイ展望階より）

安達太良山（あだたらやま）は、福島県中部にある活火山。磐梯朝日国立公園の南端に位置する安達太良連峰に属する山である。日本百名山、新日本百名山、花の百名山およびうつくしま百名山に選定されている。山頂には二等三角点「大関平」1699.6m が設置されている。別名は、岳山（だけやま）、安達太郎山。
本項では安達太良連峰全体についても述べる。

## 特徴
安達太良連峰は複合火山で、洪積世前期からの激しい火山活動の後、洪積世の終わりにはほぼ現在の形になった。

### 主な地形
北から
- 鬼面山　　　1,482 m
- 箕輪山　　　1,728 m （最高峰）[1]
- 鉄山　　　　1,709 m[4][注釈 1]
  - 沼ノ平火口
- 篭山　　　　1,548 m
- 矢筈森　　　1,673 m
- 安達太良山　1,700 m
- 船明神山　　1,667 m
- 薬師岳　　　1,322 m
- 和尚山　　　1,602 m
- 前ヶ岳　　　1,340 m

## 火山活動
約80万年前の大規模な火砕流の噴出で始まったとされ、その後溶岩流を噴出する活動に移行した。藤縄明彦 (1980) は、地質学的に活動を三期に分けた。
第1期
約45万年前から60万年前の鬼面山などの活動、約35万年前の前ヶ岳を中心とした活動。
第2期
活動が最も活発であった時期で、約25万年前に箕輪山から和尚山にかけての山体主要部を形成。この時期におけるマグマ噴出率は最大であって、1,000年あたり0.1立方キロメートルと見積もられる。
第3期
南北に連なる鬼面山、箕輪山、鉄山、安達太良山、和尚山の上部を形成。約12万年前以降から約8万年間の活動が平穏な期間をはさみ約3万年前からは、1万年から2万年間隔で小規模なマグマ噴出が繰り返された。1万年前からは沼ノ平火口からのブルカノ式噴火を6回繰り返し、最新のマグマ噴出活動は約2,400年前であるが、少量の堆積物を残すような活動は500年から1,500年間隔で生じている。約2,400年前の活動では酸川流域に、沼ノ平火口壁崩壊に伴うラハール（火山泥流）堆積物を残している。

### 有史以降
- 1899年（明治32年）
  - 年初から沼ノ平火口で噴気活動が活発化し火焔現象を観測。
  - 8月24日 水蒸気噴火。25日噴気孔縁を破壊し、灰や硫黄泥を噴出。
- 1900年（明治33年）7月17日 沼ノ平火口で中規模な水蒸気噴火。火山爆発指数：VEI2
噴出物総量1.1×106立方メートル。低温の火砕サージ。沼ノ平に長径300メートル、短径150メートルの火口を生じた。火口の硫黄採掘所全壊。死者72名、負傷者10名。山林耕地被害。
- 1950年（昭和25年）2月25日 噴煙。噴煙高度50メートル。
- 1995年（平成7年） 火山性微動。
- 1996年（平成8年） 沼ノ平火口で泥水噴出。
- 1997年（平成9年） 9月 火山ガスにより死者4名。（安達太良山火山ガス遭難事故）
- 1998年 - 2003年（平成10年 - 15年） 地熱活動が活発化。

#### 災害対応

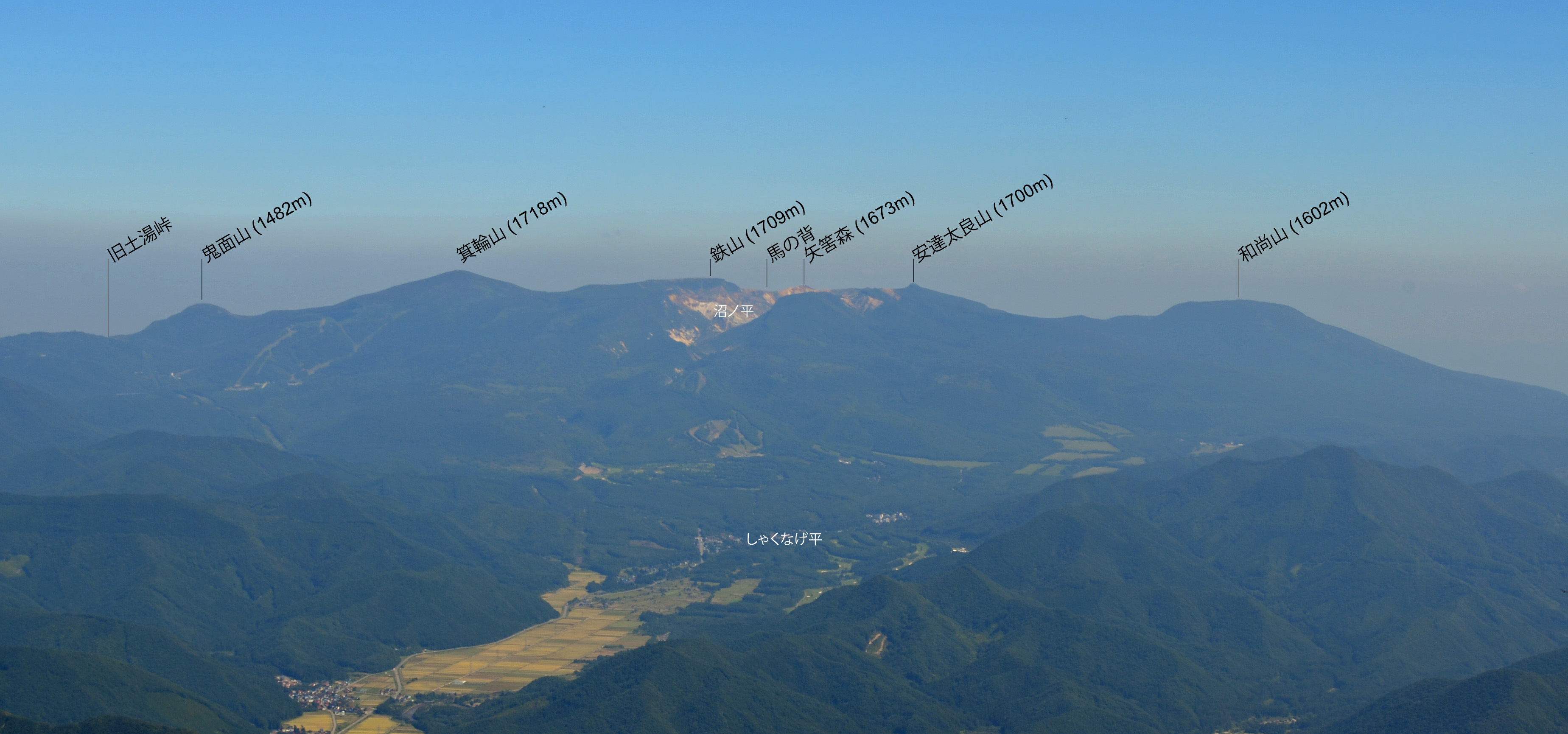
磐梯山から望む安達太良山系の全容と山名

噴火時のハザードマップは、沼ノ平火口が西側を向いているため主に猪苗代町を被害の対象としている。ただし西よりの風が常風のため、噴火時には二本松市側にも大量に降灰する可能性は高い。気象庁では地震計、空振計、GPS観測装置、カメラを設置して常時観測を行っている。
火山噴火予知連絡会によって火山防災のために監視・観測体制の充実等の必要がある火山（常時観測火山）に選定されている。

## 観光
沼ノ平周辺の荒涼とした火山の景観がみどころ。また、ガンコウラン（岩高蘭）、クロマメノキ（黒豆の木）などの高山植物を始めとし、ヤエハクサンシャクナゲ（八重白山石楠花）、サラサドウダン（更紗灯台）、レンゲツツジ（蓮華躑躅）などが咲き誇り、田中澄江著『花の百名山』の一座にも選ばれている。この火口を中心とする優れた景観と、そこに生育する高山植物等を保護するため、磐梯朝日国立公園に指定されている。
また周辺には、岳温泉、奥岳温泉、塩沢温泉、野地温泉、横向温泉、沼尻温泉など、多くの温泉場がある。冬期には、あだたら高原、塩沢、箕輪の各スキー場が運営される。緩やかな山体から山スキーのメッカとしても名高い。

## 文化

### 文学
『万葉集』にも歌われ、また高村光太郎の『智恵子抄』の「樹下の二人」や「あどけない話」の節にも「阿多多羅山」の名が見える。深田久弥の随筆『日本百名山』にも登場する。

### 絵画
東山魁夷『青響』は、安達太良山の登山口のひとつ「旧土湯峠」あたりのブナ林をモチーフにした作品。

## 硫黄鉱山
西側斜面、現在の沼尻元湯温泉と呼ばれる野湯がある一帯では昭和40年代まで硫黄の採掘が行われていた。1900年の噴火では鉱山に火砕流が到達し、多くの死者を出している。採掘された硫黄の搬出のために磐梯急行電鉄が敷設され、その終点である沼尻駅へは、鉱山から索道で硫黄が輸送されていた。

## 登山
全体として緩やかな山体で、夏期でも奥岳から薬師岳にスキー場のゴンドラリフトが運行されており、標高1,300メートル付近までは難なく上れるため、初心者でも比較的登りやすい。主な登山口は、奥岳（二本松市）、塩沢温泉（二本松市）、野地温泉（福島市）、沼尻（猪苗代町）、石筵（郡山市）である。稜線付近は森林限界を超えているために樹木がほとんど無いことから、身を隠せるような場所はなく、雷雲がやってきた際は非常に危険である。加えて、悪天候時は稜線付近に強風が吹き荒れる上に、目標物に乏しく視界不良時は立ち入りは避けた方がよい。
1997年に沼ノ平火口で登山者4名が有毒火山ガスのため死亡した。この事故以来沼ノ平コースとくろがね小屋 - 鉄山コースは通行禁止となった。2020年現在も沼ノ平火口の周辺は火山ガスを噴出し続けている。

### 登山コース
- 奥岳登山口 - 勢至平 - くろがね小屋 - 峰の辻 - 安達太良本山
所要約3時間
- 奥岳登山口 - 薬師岳 - 五葉松平 - 安達太良本山
所要約2時間30分。奥岳 - 薬師岳はゴンドラ「あだたら山ロープウェイ」を使う
- 表登山口 - 仙女平 - 安達太良本山
所要約3時間30分
- 塩沢温泉登山口 - くろがね小屋 - 峰の辻 - 安達太良本山
所要約3時間30分。塩沢温泉からくろがね小屋までの約4キロメートルは湯川渓谷と呼ばれる渓谷沿いを通る[3]。冬季通行止。
途中に滝（三階滝、八幡滝、想恋の滝、霜降りの滝など）や絶壁（屏風岩、天狗岩など）がある[3]。紅葉がとても美しい。
途中、深い渓谷沿いの鎖場など危険な箇所あり
かつて八幡滝から僧悟台までの登山道があったが現在は廃道
- 沼尻登山口 - 胎内岩 - 鉄山避難小屋 - 鉄山 - 安達太良本山
所要約3時間15分。硫黄川流域の荒涼とした風景と胎内岩の岩くぐりが楽しめる
- 沼尻登山口 - 障子ヶ岩 - 船明神山 - 安達太良本山
所要約3時間15分
- 野地温泉登山口 - 鬼面山 - 箕輪山 - 鉄山避難小屋 - 鉄山 - 安達太良本山
所要約4時間45分（縦走コース）
- 横向登山口 - 箕輪山 - 鉄山避難小屋 - 鉄山 - 安達太良本山
所要約3時間45分
- 銚子ヶ滝登山口 - 和尚山 - 安達太良本山
所要約4時間。途中、石筵川上流の渡渉があり水量の多い時期は要注意

### 山小屋
- くろがね小屋

通年営業している山小屋で、源泉の引いてある温泉山小屋として知られる。くろがね温泉を名乗っている。日帰り入浴もでき、登山客に人気がある。この温泉の歴史は古く1,000年以上前に記された文献にも登場する。なお、岳温泉はここから引湯している。
2023年4月1日から老朽化による改修工事で休業している。完成予定は2025年頃とされていたが、３年程度遅延の見込み。
- 鉄山避難小屋

冬期間は積雪が多く利用が困難。水場、トイレともになし。

## 参考画像

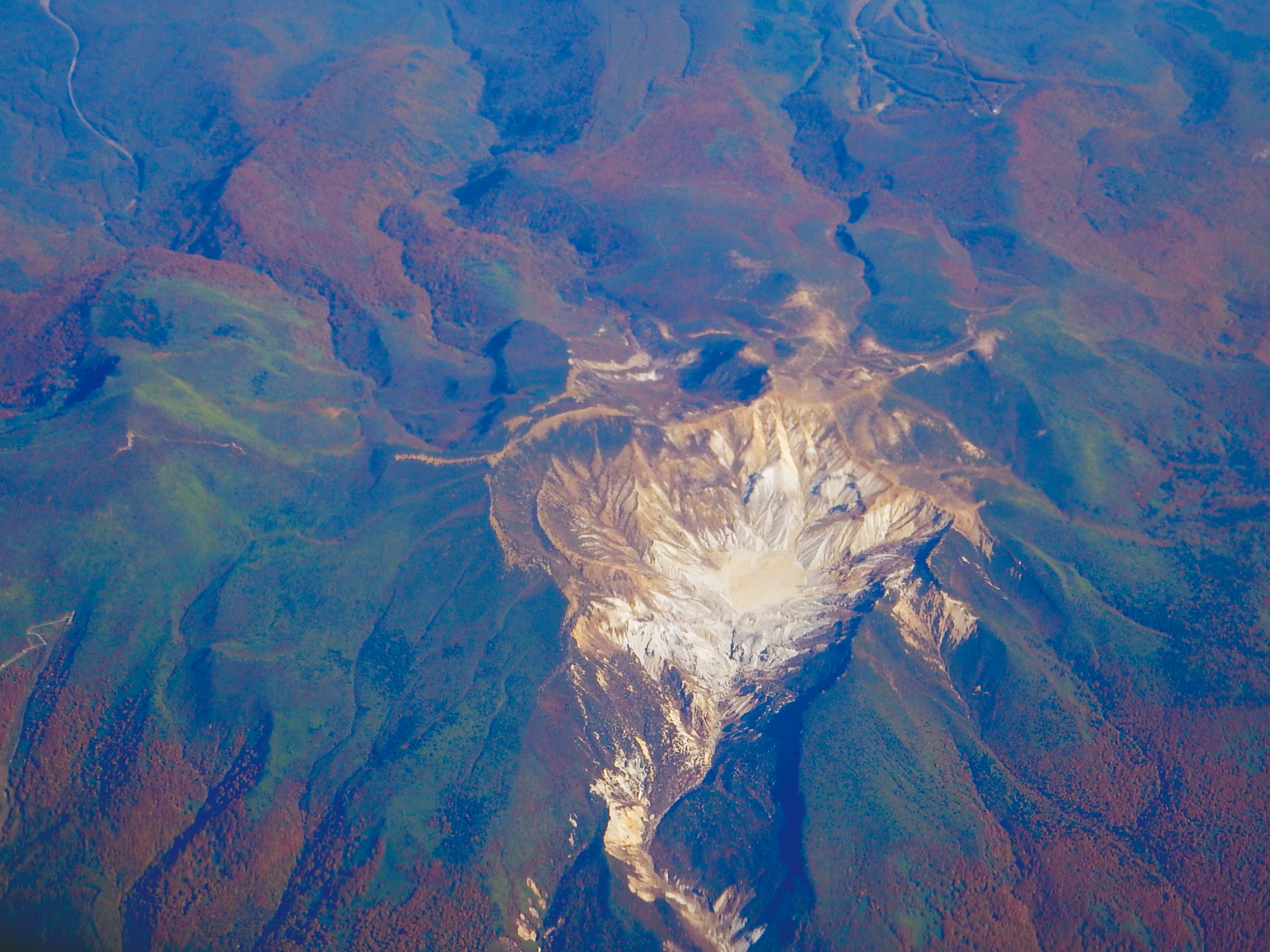
西方上空から見た安達太良山
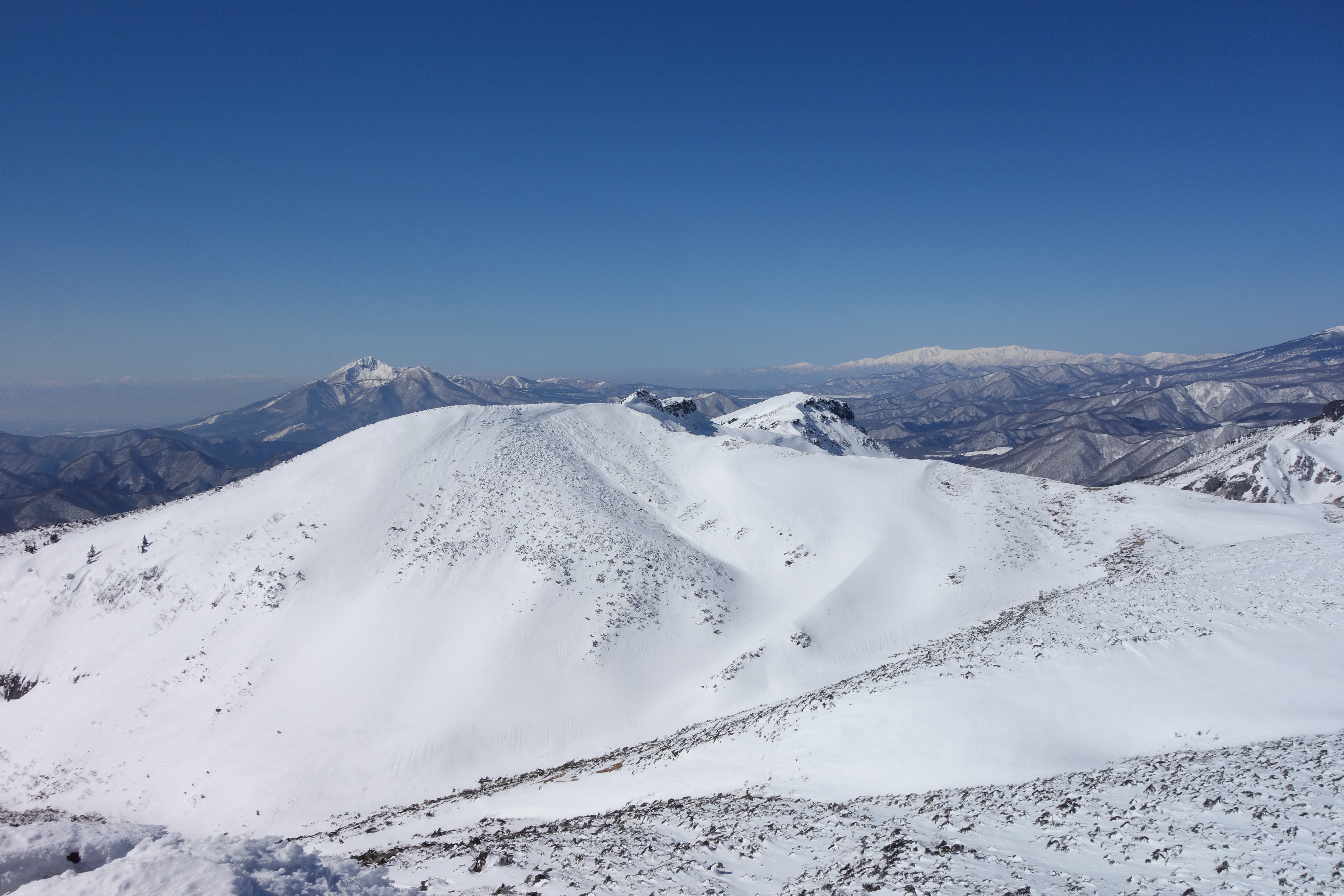
安達太良山頂から見た船明神山 左奥は磐梯山、右奥は飯豊山
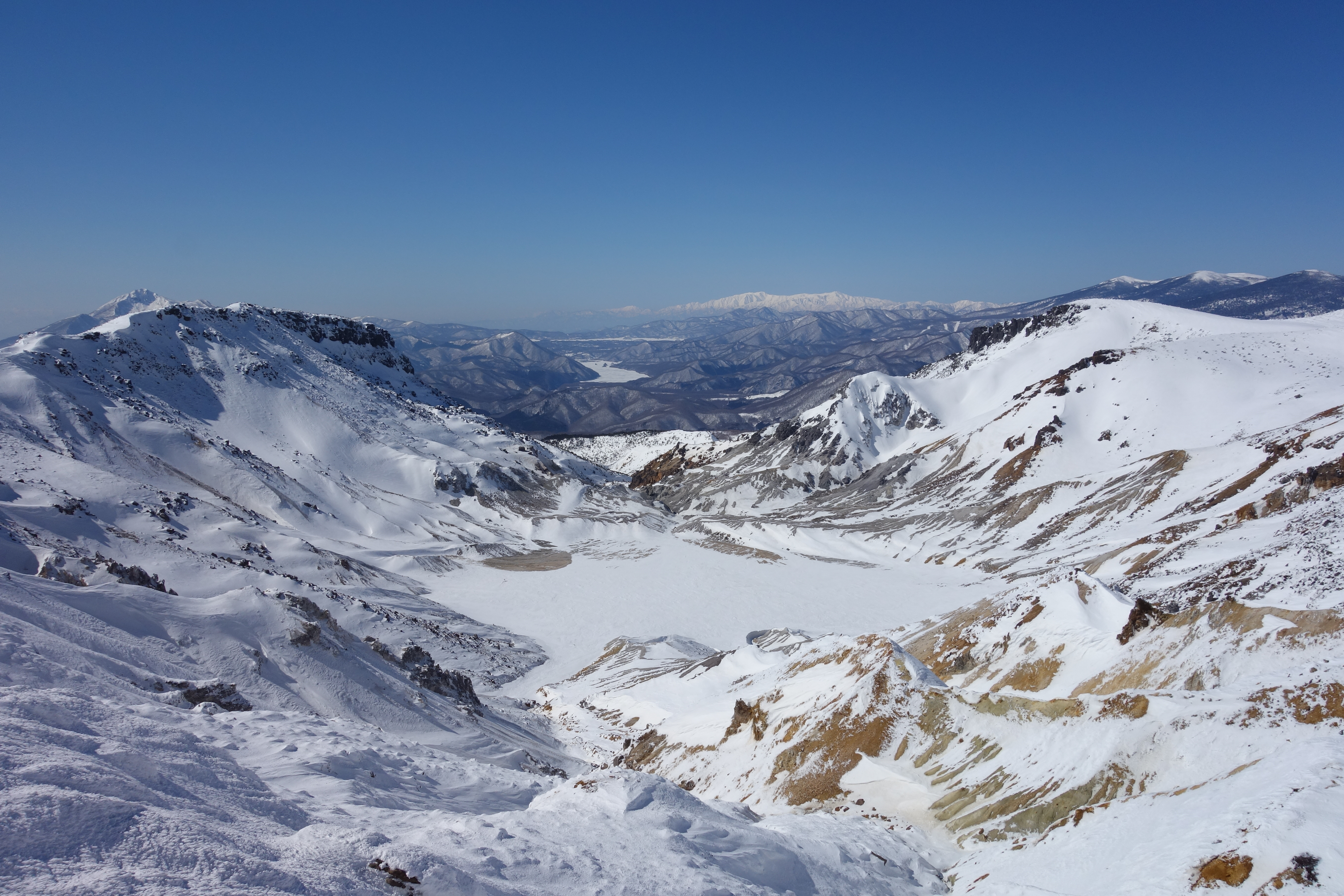
厳冬期の沼ノ平